# Mount Barker (Australie-Occidentale)
Pour les articles homonymes, voir Barker.
Mount Barker est une ville située sur l'autoroute d'Albany et le centre administratif de la Comté de Plantagenet dans la région du Grand Sud de l'Australie occidentale. Au recensement de 2021, Mount Barker compte 2 855 habitants.
La ville est nommée d'après la colline voisine qui est nommée en 1829 par Thomas Braidwood Wilson en l'honneur du capitaine Collet Barker, qui commandait la première colonie britannique d'Australie-Occidentale à King George Sound de 1829 à 1831.

## Emplacement
Mount Barker est situé sur Albany Highway, 363km au sud-est de Perth et 50km au nord de la ville d'Albany. La ville côtière de Denmark est à environ 55km par la route vers le sud-ouest. La ville forestière de Manjimup est à 160km à l'ouest du mont Barker, via Muirs Highway. La rivière Hay, qui se jette dans Wilson Inlet à Denmark, commence son voyage juste à l'ouest du mont Barker.

## Histoire
Avant la colonisation européenne, de petits groupes d'Aborigènes, appelés les Bibbulmun (un clan des Noongar), habitent la région. C'est un peuple nomade qui se déplace saisonnièrement en fonction des besoins alimentaires. Le nom aborigène du mont Barker Hill est Pwakkenbak.
En décembre 1829, le mont Barker est nommé d'après le capitaine Collet Barker, commandant de la garnison de King George Sound, par le chirurgien de la marine Thomas Braidwood Wilson. Wilson explore la région en compagnie du Noongar Mokare, John Kent (officier responsable du Commissariat à Frederick Town, King George Sound), deux condamnés et le soldat William Gough du 39e Régiment, tandis que son navire le Governor Phillip est en réparation,.
La colonisation européenne de la région de Hay River commence dans les années 1830 et l'ouverture du chemin de fer Perth / Albany en 1889 contribue à assurer l'avenir de la ville; le premier magasin ouvre en 1890. La croissance démographique se poursuit dans les années 1890 et la première école et la mairie sont ouvertes en 1893. La population de la ville est de 326 (183 hommes et 143 femmes) en 1898.

## Industrie
Les vergers de pommiers représentent l'une des principales industries de la région et prospèrent jusqu'au milieu des années 1960. Aujourd'hui, la viticulture, le blé, le colza, le bois de plantation, les ovins et les bovins sont quelques-unes des principales activités agricoles encore exercées autour du mont Barker.

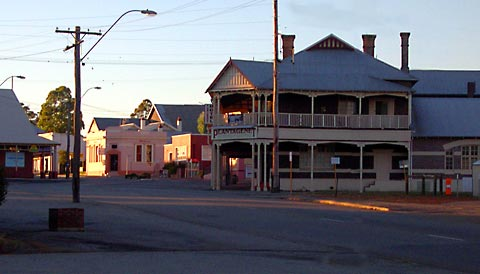
Hôtel Plantagenet, chemin Lowood

Le mont Barker abrite également lune ferme qui cultive l'une des espèces connues de Banksia et la plupart des espèces de Dryandra.
Les parcs nationaux de Stirling et Porongurup sont situés dans le comté de Plantagenet et ceux-ci, ainsi que l'industrie locale du vin haut de gamme, contribuent à la croissance du tourisme dans et autour du mont Barker.
L'hébergement disponible comprend des motels, un parc de caravanes et un certain nombre de chambres d'hôtes et de séjours en gîte dans les environs.
Il y a une croissance constante de l'agriculture de loisir autour de la ville et dans tout le comté alors que les gens abandonnent la vie urbaine. Cela a vu une augmentation correspondante des industries artisanales offrant une gamme de produits d'art et d'artisanat.
Une carrière à l'est de la ville est l'une des deux principales sources de spongolite, également appelée "Mount Barker Stone". Alors que la spongolite est exploitée commercialement pour ses qualités absorbantes, on l'utilise également comme matériau de construction. Des exemples de pierre blanche du mont Barker sont le Plantagenet Players Theatre, Marmion Street, Mount Barker et Hillside House, Albany. Un exemple de la variété rouge est la chapelle Aquinas College à Salter Point, Perth.
En 2011, un parc éolien est installé 4km au nord du mont Barker, comprenant trois éoliennes de 73m de haut produisant 800 kW, alimentant la ville et ses environs en électricité.

### Région viticole
Mount Barker est l'une des 5 sous-régions désignées de la région viticole du Grand Sud en Australie-Occidentale, qui est la plus grande région viticole d'Australie avec un rectangle de 200 kilomètres d'est en ouest et de plus de 100 kilomètres du nord au sud. La région est décrite comme « le berceau de la région viticole du Grand Sud » et a remporté de nombreux prix pour une variété de vins. Comme dans le reste de la région, les pluies tardives peuvent créer des problèmes. La continentalité du mont Barker provoque une plus grande fluctuation de température diurnes et des gelées printanières occasionnelles. Le plateau Plantagenêt, avec le mont Barker comme point central, est marqué par ses sols marri, des loams graveleux/sableux latéritiques provenant directement des protubérances rocheuses granitiques.

## Caractéristiques

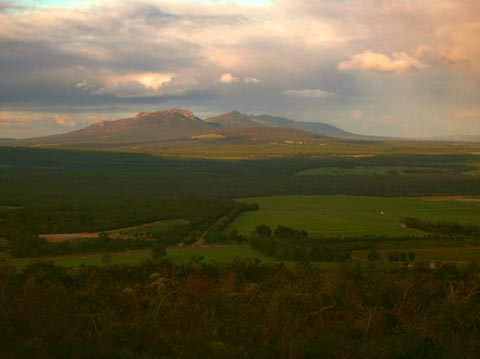
Vue à l'est du mont Barker Hill

Mount Barker Hill, à seulement 5 km du centre-ville, culmine à 404 mètres d'altitude. Une route goudronnée mène à la base d'une tour de télévision de 184m - la plus haute tour autoportante de l'hémisphère sud - au sommet de la colline. Un panneau d'information au sommet indique que la tour de télévision en acier pèse 340 tonnes. Il y a aussi un belvédère et un cairn de granit avec une plaque directionnelle en bronze. Le point de vue s'étend au nord jusqu'à la chaîne de Stirling et à l'est jusqu'à la chaîne de Porongurup. Un belvédère en béton surélevé offre une vue au sud sur Albany et au sud-ouest vers Denmark. Par temps clair, le parc éolien d'Albany est facilement visible à environ 50 kilomètres de distance. Pendant les mois d'été, de nombreux habitants utilisent le belvédère de la colline pour évaluer tout risque posé par les incendies à proximité.

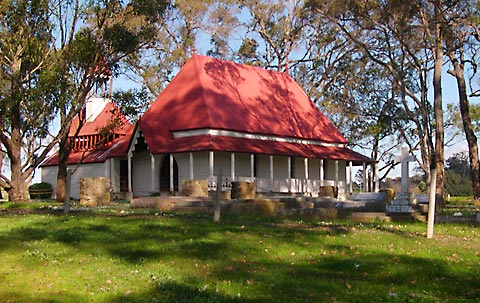
Église St Werburghs, Mont Barker

Mount Barker abrite également de nombreux bâtiments historiques :
- La chapelle St Werburghs est construite en 1872 avec des murs faits de paille hachée, d'argile et de boiseries formées de jarrah local. Un petit cimetière d'importance historique pour la région s'y trouve également. Il est actuellement entretenu uniquement par des bénévoles locaux.
- L'ancien poste de police, ouvert en 1868, est aujourd'hui un musée.
- Le bureau de poste et la station télégraphique de Mount Barker, construits en 1892, ont cessé leurs activités dans les années 1960. Aujourd'hui, il s'appelle Mitchell House et abrite la société d'art et la galerie locales.
- L'hôtel Plantagenêt, construit entre 1912 et 1914, présente un intérêt architectural et artistique.
- Le bâtiment du chemin de fer de la ville, construit en 1923, est restauré en 1997 et abrite aujourd'hui l'office du tourisme du mont Barker qui propose des informations touristiques locales.

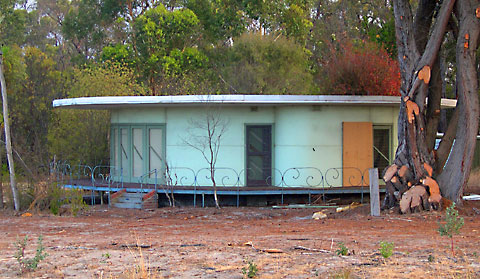
La maison circulaire de Hubertus Johannes Van der Kolk, en mauvais état. Février 2007.

- Entre la fin des années 1950 et le début des années 1960, l'immigrant et ingénieur néerlandais Hubertus Johannes Van der Kolk construit une maison circulaire à l'extrémité nord du mont Barker, à côté de l'autoroute Albany. Cette structure unique peut pivoter à 180 degrés afin d'exploiter les changements saisonniers. Elle est nommée The Round House. Bien que la maison tombe en ruine, elle est classée au patrimoine en 2005[10]. La maison reste à l'abri des passants jusqu'en 2006. Mais le défrichement pour les grands travaux routiers qui commence en décembre 2006 l'expose à la vue du public. Les travaux de restauration sont achevés sur "The Round House", mais le mécanisme de rotation ne peut plus fonctionner. Le Conseil du patrimoine a publié un historique détaillé de ce bâtiment "rare" dans un Registre des lieux patrimoniaux - Document d'évaluation[11]. Il sert aujourd'hui de gîte touristique[12].
- Les zones agricoles entourant la ville sont également riches en anciennes fermes, hangars et machines.

La chaîne de Stirling se trouve à environ 40 km au nord-est de la ville par la route, via Kendenup. La chaîne Porongurup se trouve à 15 minutes de la route à l'est de la ville. Les deux chaînes ont des apparences très différentes et présentent une flore et une géologie différentes. Les deux parcs possèdent des sentiers pédestres classés et populaires pendant la saison printanière des fleurs sauvages, d'août à novembre.

## Écoles
Mount Barker Community College est une école indépendante qui comprend à la fois une école primaire et une école secondaire sur le même campus. Le collège se situe près d'Albany Highway sur Woogenellup Road.
Avant 2015, l'école se nommait Mount Barker Senior High School et appartenait au réseau des écoles publiques.

## Médias
Les stations de radio de Mount Barker notables sont : 783 Triple M (anciennement 6VA et RadioWest), Vision FM, HitFM (anciennement HOT FM), ABC South Coast, ABC NewsRadio, ABC Radio National, ABC Classic FM et Triple J.
Les stations de télévision disponibles à Mount Barker sont GWN7, WIN Television Western Australia, West Digital Television, SBS et ABC Television Western Australia.

## Infrastructures

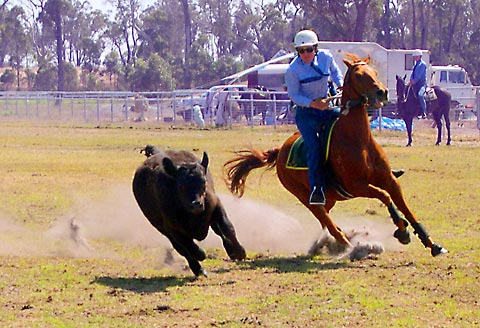
Campdrafting, Mount Barker, WA.

Mount Barker dispose d'un hôpital et d'un centre médical, d'un poste de police, du TAFE College, d'un collège communautaire accueillant les élèves de la maternelle à la 12e année, de garderies ainsi que de scouts et de guides. Les nouveaux bureaux du comté sont ouverts dans le centre-ville en 2006.
Mount Barker possède des installations commerciales, de vente au détail et industrielles associées au centre régional du Comté de Plantagenet. Les installations sportives comprennent un terrain de football (Sounness Park), le siège du Mount Barker Football Club, un centre de loisirs intérieur moderne et un gymnase, une piscine extérieure de 50 m, une piste de vitesse, une piste de courses de chevaux (Frost Park) et un skate park. Les sports populaires comprennent le football australien, le rugby à XV, le cricket et les activités équestres.
Outre la bibliothèque publique, Mount Barker possède également des installations culturelles, notamment une galerie d'art publique qui expose et propose des œuvres d'artistes locaux. Il existe également une compagnie de théâtre amateur.
Les services d'urgence de la ville se composent de la police et de bénévoles de l'ambulance Saint-Jean, du service d'incendie de brousse et du service d'urgence de l'État. La formation et l'équipement sont fournis par le comté et le gouvernement de l'État.
Le Great Southern Railway, qui traverse la ville, commence à fonctionner en 1889, stimulant l'expansion de la région. Actuellement, il n'y a plus de services de passagers. La ligne est principalement utilisée pour le transport de grain.
La prison de Pardelup se situe près de Denbarker, juste à l'ouest de Mount Barker.

## Climat

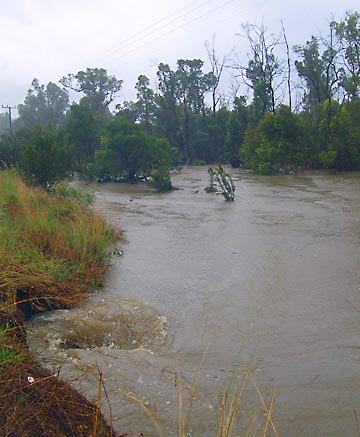
Ruisseau Sleeman Creek en pleine crue. 1er avril 2005.

Mount Barker a un climat tempéré avec des étés chauds et des hivers doux à froids. Les températures dépassent rarement les 40 degrés Celsius, avec une moyenne d'environ 26 degrés. Les températures nocturnes en hiver peuvent chuter à 0 degré, et se situent en moyenne autour de 10-15 degrés Celsius.
Les précipitations moyennes d'environ 24mm par mois en janvier s'élèvent à plus de 100mm en juillet.

### Événements météorologiques importants
- De légères chutes de neige peuvent tomber sur les sommets environnants, mais rarement au-delà. Le 28 août 1992, avec une température maximale de 7,2 degrés Celsius, deux chutes de neige exceptionnelles sont enregistrées[14].
- En juin 2000, l'hôtel de ville de Mount Barker perd son toit à la suite de fortes rafales de vent[15].
- Le 28 décembre 2000, un temps exceptionnellement chaud s'accompagne de vents de 44km/h qui détruisent deux maisons ainsi que d'autres bâtiments et équipements.
- Le 1er avril 2005, le comté de Plantagenet subit d'importantes inondations après des pluies abondantes et persistantes au cours des deux jours précédents[16].
- Des grêlons de la taille d'une balle de golf tombent à Mount Barker et les districts environnants le 23 octobre 2006[17].